# Горбунов Валерій Петрович
Валерій Петрович Горбунов (рос. Валерий Петрович Горбунов, нар. 13 листопада 1953, Горлівка) — радянський футболіст, захисник.
Насамперед відомий виступами за клуб «Шахтар» (Донецьк), а також національну збірну СРСР.

## Клубна кар'єра
У дорослому футболі дебютував 1971 року виступами за команду клубу «Шахтар» (Горлівка). 
У 1972 році перейшов до клубу «Шахтар» (Донецьк), за який відіграв 10 сезонів. Більшість часу, проведеного у складі донецького «Шахтаря», був основним гравцем захисту команди. Завершив професійну кар'єру футболіста у 1982 році.

## Виступи за збірну
Переможець молодіжного чемпіонату Європи-76. У 1978 року зіграв у складі національної збірної СРСР в матчі проти Ірану.

## Титули і досягнення
- Володар Кубка СРСР: 1980
- Чемпіон Європи (U-23): 1976

## Статистика виступів
Статистика виступів за збірну:
| 6 вересня 1978 |

| Іран | 0 : 1 | СРСР            |
| ---- | ----- | --------------- |
|      | Звіт  | Хідіятуллін 18' |

| Тегеран Глядачів: 40 000 Арбітр: Гайнц Альдінгер (ФРН) |

СРСР: Юрій Дегтерьов, Анатолій Коньков (), Валерій Горбунов, Василь Жупіков, Олександр Бубнов, Сергій Пригода, Леонід Буряк, Вагіз Хідіятуллін, Володимир Безсонов, Георгій Ярцев (Валерій Газзаєв, 55; Михайло Ан, 73), Олег Блохін. Тренер — Микита Симонян.